# Шокша (Вологодская область)
Шокша — деревня в Сямженском районе Вологодской области.
Входит в состав Устьрецкого сельского поселения, с точки зрения административно-территориального деления — в Устьрецкий сельсовет.
Расстояние по автодороге до районного центра Сямжи — 16 км, до центра муниципального образования Усть-Реки — 5 км. Ближайшие населённые пункты — Слободка, Перово, Чертиха.
По переписи 2002 года население — 165 человек (92 мужчины, 73 женщины). Преобладающая национальность — русские (94 %).